# Manuel Guerra Gómez
Manuel Guerra Gómez (provincia de Burgos, 27 de julio de 1931-Burgos, 25 de agosto de 2021) fue un sacerdote español, doctor en Filología clásica y en Teología Patrística. Experto en la Antigüedad clásica, Historia de las religiones, sectas y masonería.

## Biografía
Se doctoró en Filología clásica en la Universidad Pontificia de Salamanca, y en Teología Patrística en el Instituto Patrístico Augustinianum (Roma). Tras su ordenación sacerdotal (1955), desempeñó diversas tareas de formación en el Seminario Diocesano de Burgos (1955-1964). Posteriormente fue catedrático e investigador de la Facultad de Teología del Norte de España, con sede en Burgos, donde también fue el primer secretario de la Facultad y más adelante, Presidente, tanto de la sede burgalesa como de la sede alavesa.
Conocía el sánscrito, lengua de los libros religiosos del hinduismo, budismo y jainismo y escribió varias publicaciones sobre ellos.
Especializado en la Antigüedad clásica, historia de las religiones, sectas y masonería, ha escrito múltiples artículos y varios libros. Colaboró con frecuencia con el boletín electrónico Info-RIES (Red Iberoamericana de Estudio de las Sectas). Colaboró en el sitio web Infovaticana.

### Instituciones a las que perteneció
- Consultor de la Comisión Episcopal de Relaciones Interconfesionales de la Conferencia Episcopal Española (CEE).
- Miembro de la Real Academia de Doctores de España.
- Miembro de la International Association of Patristic Studies.
- Miembro de la Sociedad Española de Ciencias de las Religiones
- Miembro de la Sociedad Española de Estudios Clásicos.
- Creador, junto con otras personas, de la Red Iberoamericana de Estudio de las Sectas (2005)

## Obras
Entre sus obras pueden destacarse:
- Masonería, religión y política Archivado el 15 de noviembre de 2012 en Wayback Machine. (Sekotia, Madrid, 2012).
- Las sectas (Edicep, Valencia, 2011).
- Historia de las religiones (Pamplona: Eunsa, 1980), en tres volúmenes.[3]
- Historia de las religiones (Madrid: Biblioteca de Autores Cristianos, Sapientia Fidei, Serie de Manuales de Teología, 21, 2010, 2.ª edición, ISBN 84-7914-448-3).[3]
- La evolución del universo, de la vida y del hombre Archivado el 21 de noviembre de 2009 en Wayback Machine. (Homo Legens, 2009).
- La trama masónica (Editorial Styria, 2006), donde acusa, como Ricardo de la Cierva, al expresidente del Gobierno José Luis Rodríguez Zapatero de pertenecer a la masonería.[5]
- Diccionario enciclopédico de las sectas (Madrid, Biblioteca de Autores Cristianos, 2005, 4ª edición),
- 100 preguntas-clave sobre la New Age (Burgos: Monte Carmelo, 2004).[6]
- Las sectas y su invasión del mundo hispano: una guía (enlace roto disponible en Internet Archive; véase el historial, la primera versión y la última). (2003).
- Un misterio de amor. Solteros, ¿por qué? (en los primeros siglos de la Iglesia) (2002).
- Jesucristo y nosotros (2002).
- El enigma del hombre (1999, 3.ª ed.).
- El idioma del Nuevo Testamento (1995, 4.ª ed.).
- Interpretación religiosa del arte rupestre (1984).
- Simbología románica. El cristianismo y otras religiones en el arte románico (1993, 3.ª ed.).
- La traducción de los textos litúrgicos. Algunas consideraciones filológico-teológicas (1990).
- El sacerdocio femenino (en las religiones grecorromanas y en el cristianismo de los primeros siglos) (1987).
- Antropologías y teología (enlace roto disponible en Internet Archive; véase el historial, la primera versión y la última). (1976).